# Makelaers Comptoir

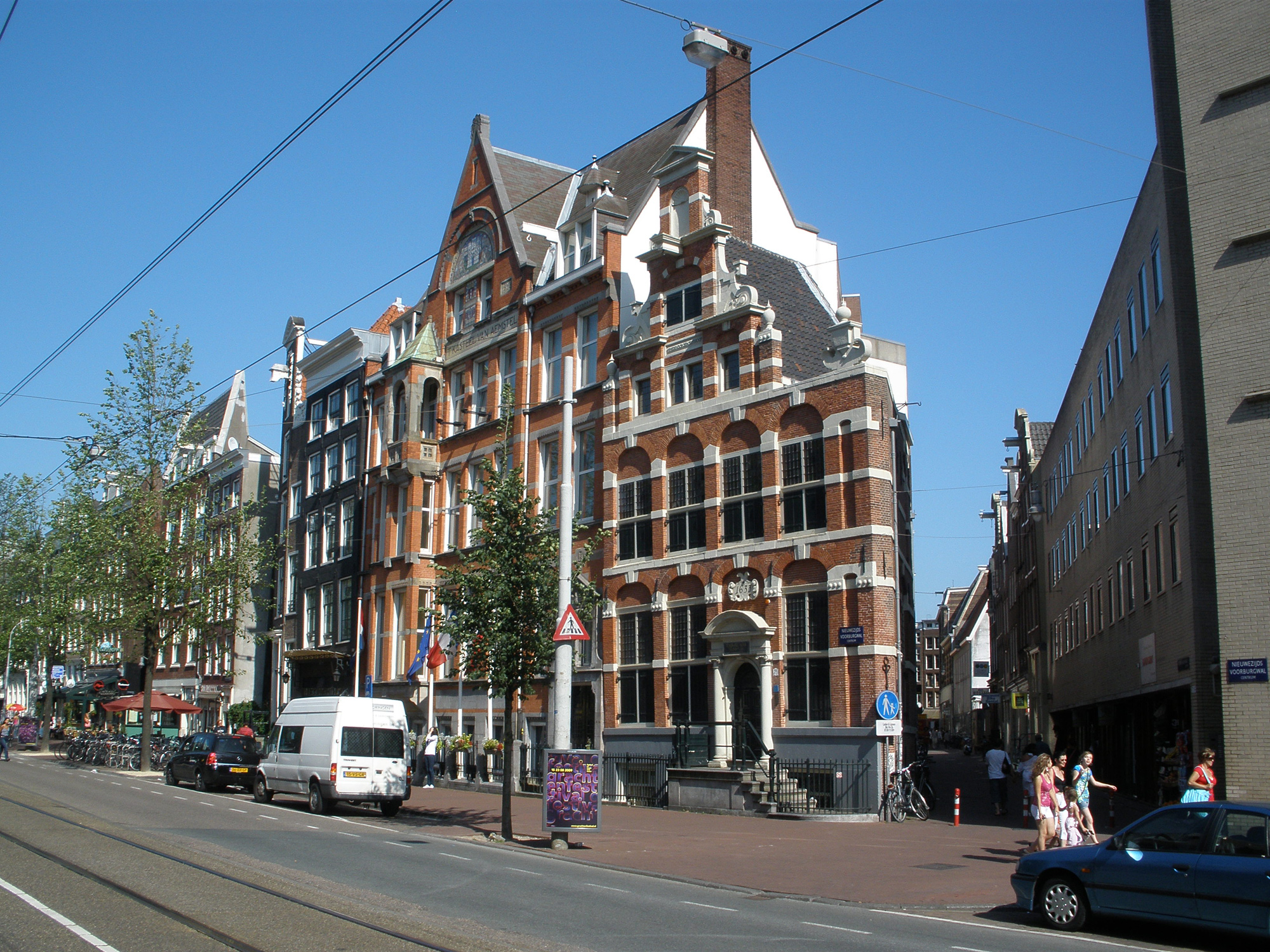
't Makelaers Comptoir

't Makelaers Comptoir oftewel "Makelaarskantoor" is een 17e-eeuws gildehuis aan Nieuwezijds Voorburgwal 75 in Amsterdam, op de hoek met de steeg Nieuwe Nieuwstraat. Het is een van de weinige nog bestaande gildehuizen van de stad.
Het gebouw is sinds 1970 aangewezen als rijksmonument. Het wordt verhuurd voor kleine besloten bijeenkomsten zoals vergaderingen, lunches en diners. Het gebouw werd opengesteld tijdens de Open Monumentendag in 2009.

## Geschiedenis
Het Makelaers Comptoir werd in 1633-1634 gebouwd voor het gilde van makelaars, die in de 17e eeuw als tussenpersonen dienden in de handel van zowel onroerende als roerende goederen zoals koffie, tabak, graan en andere handelswaar die vanuit alle delen van de wereld naar Amsterdam gebracht werd om verhandeld te worden. De stadsmakelaars werden aangesteld door de burgemeesters en vroedschap en vervulden een belangrijke vertrouwensfunctie. Elk woord gesproken in het kantoor was sub rosa, wat betekende dat het hele bedrijf draaide om geheimhouding. Het vaststellen en publiceren van prijzen en goederen vormde eveneens een belangrijke voorwaarde voor een goede werking van alle markten bij de wereldstad Amsterdam.
Het makelaarsgilde werd in 1612 opgericht en zetelde in de voormalige woning van een specererijenhandelaar, Hendrick Opmeer. Ongeveer een jaar later, in 1614, werd besloten om dit huis af te breken en te vervangen met een nieuw gebouw op dezelfde plek. Op 5 maart 1633 ging de eerste paal voor het gildehuis de grond in, en op 1 november 1634 stond het gebouw gereed.
Het Makelaers Comptoir werd gebouwd in de destijds populaire Hollandse renaissancestijl. De bouwmeester was waarschijnlijk de timmerman Peter Mychielsen. Het gebouw van twee verdiepingen kreeg een opvallende rode bakstenen gevel met banden en blokken van natuursteen. De trapgevel werd rijk versierd met klauwstukken, rolwerk en siervazen. De ingang wordt omlijst door een poortje in de vorm van een fronton en twee halfzuilen met Ionische pilasters. Boven dit poortje is een cartouche met het bouwjaar 1633.
In 1739, 1836 en 1937 werd het gebouw gerenoveerd. Tijdens de verbouwing in 1836 werd de trapgevel vervangen door een klokgevel en werd er olie op de gevel aangebracht, waardoor het rode baksteen een donkerbruine kleur kreeg. In 1937 werd de oorspronkelijke toestand door architect Jan de Meyer weer hersteld.. Wel werd het opschrift Soli Deo Gloria ("alleen tot eer van God") boven de deur vervangen met een nieuw opschrift, "Vrijheid is voor geen geld te koop".
In 2002 werd het pand door het gilde voor de symbolische som van 1 euro verkocht aan de Vereniging Hendrick de Keyser. Een restauratie van het gebouw volgde in 2003-2004.

## Interieur
Het interieur is goed bewaard gebleven, omdat het gebouw nooit een andere eigenaar heeft gehad dan het makelaarsgilde. Het voorhuis met vloer van zwart-witgeblokt marmer geldt als het beste bewaarde voorhuis van Amsterdam. Ook de 18e-eeuwse schouw in de bestuurskamer is bewaard gebleven, waaronder de schoorsteenmantel uit 1760 en een door Philips Vingboons geschilderd schoorsteenstuk met een afbeelding van de Koopmansbeurs. Aan de muren hangen wapenborden van de overlieden (regenten) van het gilde.
In een van de plafondbalken van het voorhuis is een afbeelding van een roos uitgesneden en verguld. De roos, die symbool stond voor vertrouwelijkheid en zwijgzaamheid, beeldde uit dat alle zaken die in de kamer besproken werden sub rosa (onder de roos) bleven.
In het Makelaers Comptoir zijn ook nog een aantal makelaarsstafjes aanwezig, die de makelaars met zich mee droegen als een soort legitimatiebewijs.

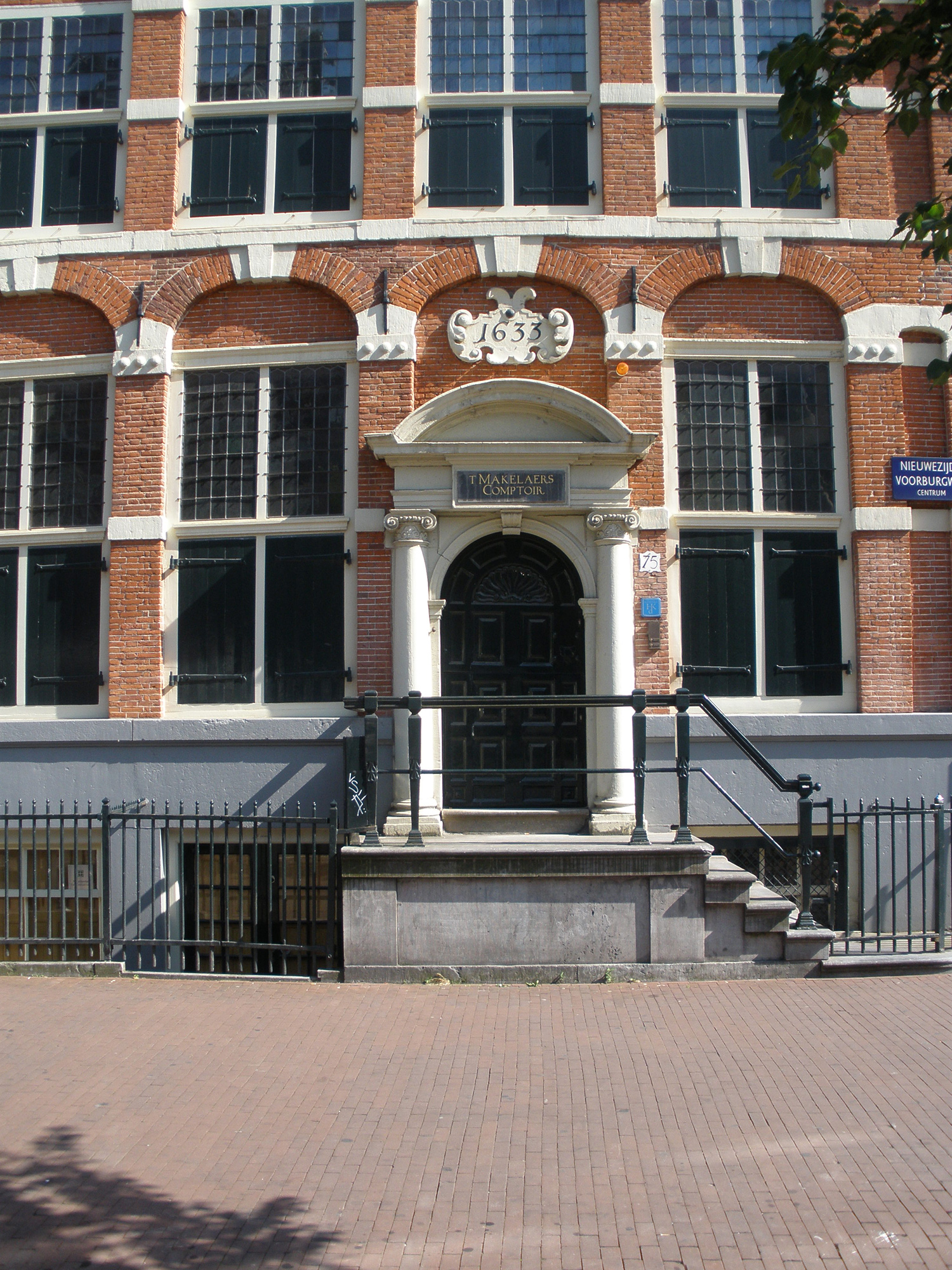
Ingang
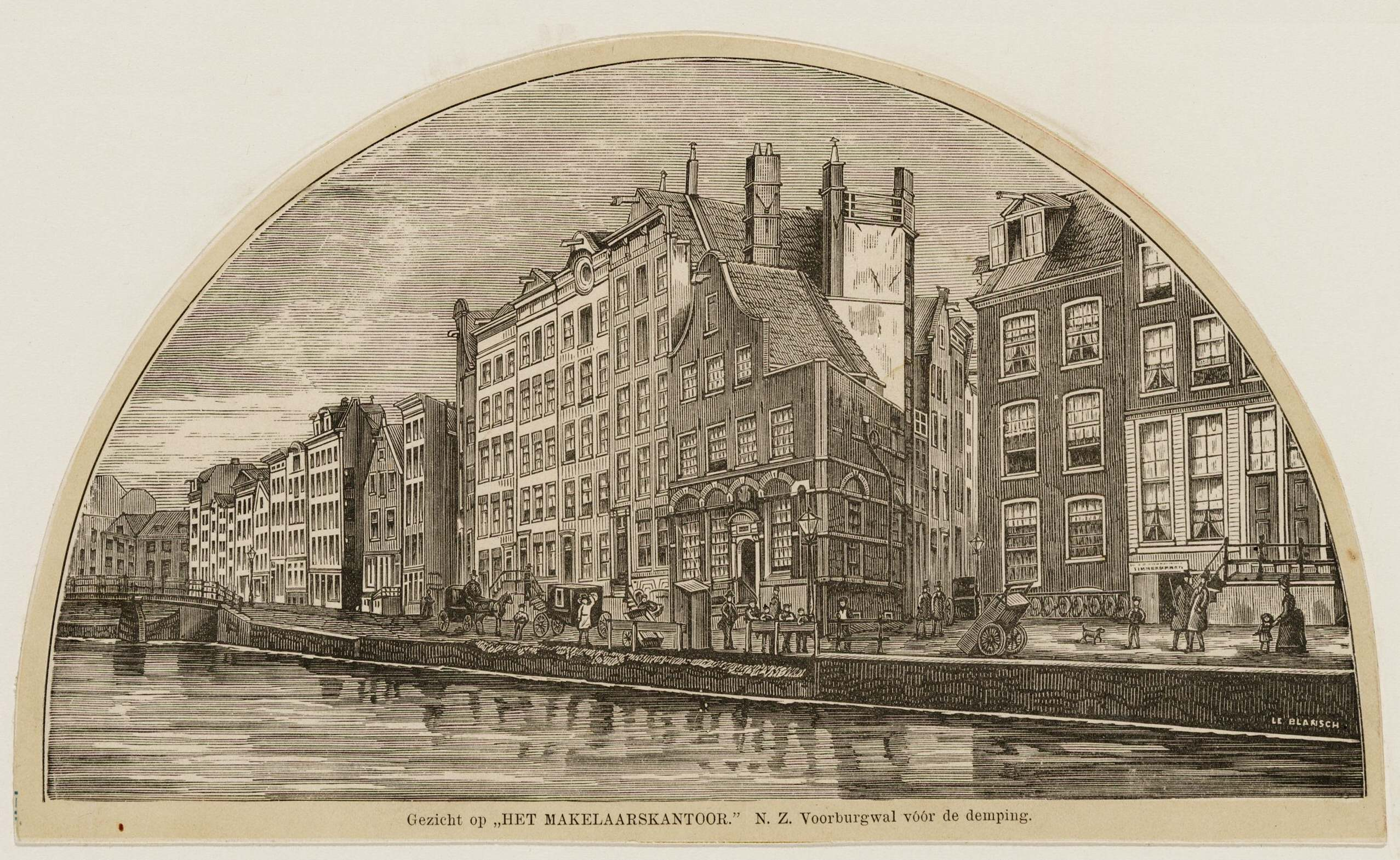
Het Makelaers Comptoir in de 19e eeuw. Let op de klokgevel en de nog niet gedempte gracht.
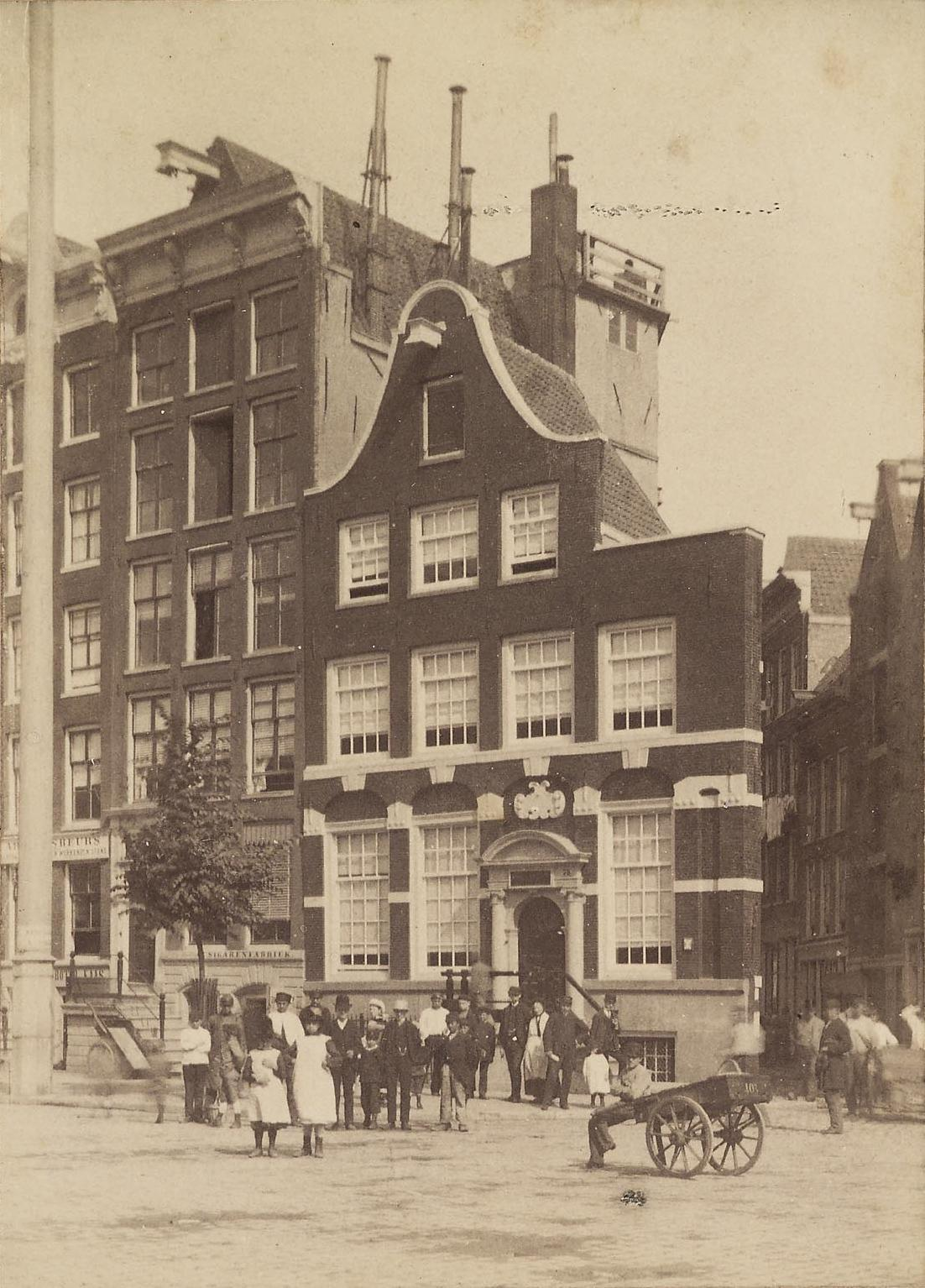
Het Makelaers Comptoir, foto genomen tussen 1884 en 1903, nadat de gracht gedempt werd. Let op de klokgevel.